# West Union (Oregon)
West Union az Amerikai Egyesült Államok Oregon államának Washington megyéjében elhelyezkedő önkormányzat nélküli település.

## Története
Itt található az ország legrégebbi temetője. Nevét a határán álló öt tölgyről kapta. A posta 1874 és 1894 között működött.
1983-ban 35 lakosa volt.

## Közszolgáltatások
A folyóvizet a Tualatin-völgyi vízszolgáltató biztosítja, a csatornahálózatot a Clean Water Services üzemelteti. A település a Washington megyei tűzoltóság lefedettségébe tartozik.

## Oktatás
A megye első tankerülete a West Union-i volt. Az első tankerületi ülést 1851. november 12-én tartották David Thomas Lenox, James W. Chamberlain és Caleb Wilkens részvételével, az oktatás 1852 októberében indult. Iskolája 1852. május 17-én nyílt meg a Holcomb család telkén; első tanárát, E. H. Lincoln száz dollárért alkalmazták 12 hétre.
1892-ben az iskola elköltözött, új épületét 1949-ig használták, de 1948-ban egy harmadikat emeltek. 1996-ban a tankerület a hillsborói körzetbe olvadt. 2003-ban új iskolát alapítottak.

## Egyházközség
A baptista egyházközséget 1844-ben alapították, temploma 1853-ban épült, ami a legrégebbi ilyen létesítmény a Sziklás-hegységtől nyugatra. 1974-ben bekerült a történelmi helyek jegyzékébe.

## Fordítás
- Ez a szócikk részben vagy egészben  a   West Union, Oregon című angol Wikipédia-szócikk ezen változatának fordításán alapul.  Az eredeti cikk szerkesztőit annak laptörténete sorolja fel. Ez a jelzés csupán a megfogalmazás eredetét és a szerzői jogokat jelzi, nem szolgál a cikkben szereplő információk forrásmegjelöléseként.